# Ковпак Володимир Васильович
Ковпак Володимир Васильович (*21 березня 1951, (с.Ковалівка, Драбівський район на Черкаська область) — український письменник, медик.

## Біографія
народився 21 березня 1951 року в селі Ковалівка, Драбівського району на Черкащині. У 1968 році закінчив Пирятинську середню школу №1, у 1971 році – Уманське медичне училище. З 1971 по 1973 роки проходив строкову військову службу. У 1980 році отримав диплом лікаря, закінчивши лікувальний факультет Полтавського медичного інституту. З 1981 року живе у місті Комсомольську, працює заступником головного лікаря Комсомольської міської лікарні . 

## Літературна творчість
Ще в юності В. Ковпакові захотілося виражати свої почуття на папері. Тому почав писати вірші. Та згодом зрозумів те, що це не його. Пізніше, вже навчаючись в медичному училищі, доводилося бачити і біль, і радість. Це знайшло відображення у його прозі: невеличких оповіданнях, нарисах, есе  .
В. Ковпак - автор численних публікацій у науково-популярних виданнях України, у всеукраїнському збірнику «Славлю свою професію» (2005 р.), у збірнику «Калинове гроно» (антологія прози і драматургії полтавських літераторів ХХ століття, 2006 р.). У 2002 році у видавництві «Полтавський літератор» вийшла друком його перша книга "А ви бачили, як сходить сонце". Історична повість  "Отаман Леонтій Свічка" побачила світ у цьому ж видавництві у 2003 році, а в 2004 році – книга  "Гіппократові заручник",  "Келебердянський вій", (2005 р.), "З пітьми віків" (2006 р.) та "Тінь гетьмана" (2008 р.) та "Перекотидоля" (2010).

## Гіппократові заручники
Книга автора, що побачила світ у 2003 р., намагається відповісти на запитання: Як складеться життя, що буде з людиною і її близькими у майбутньому? Для чого ти живеш, в чому смисл життя, що лишиться після тебе? Професія лікаря - це обраний життєвий шлях чи доля?Медики стикаються з людьми в двох діаметрально протилежних вимірах - у радості і горі. радість народження людини, радість одужання, а поряд - хвороби, біль, страх, смерть. Світлий романтизм професії з часом для більшості розбивається об буденну сірість і згасає. Лишається важка, виснажлива морально і фізично праця. Постійні екстремальні ситуації, стреси не проходять безслідно. Якби душа була матеріальною субстанцією, то було б видно, наскільки вона в рубцях.

## А ви бачили, як сходить сонце?
Збірка нарисів і оповідань про людину і природу, їхні взаємовідносини… Полювання та рибалка як людська пристрасть, як спосіб спілкування з навколишнім світом.  Від автора – людина частина природи… На відміну від інших живих істот лише їй притаманне вміння побачити прекрасне в оточуючій нас природі, відчути її гармонію і цілісність. Непрості часом фатальні взаємовідносини людини з оточуючим її довкіллям. Лише через роки, коли природі вже нанесено невиліковні рани, до людей приходить розуміння допущеної помилки у взаємовідносинах з нею. Ціна ж помилки – екологічні катастрофи, збідніла фауна і флора. Тваринний і рослинний світ уже давно волає про допомогу. Замулюються струмки, міліють, а то і зовсім зникають малі річки, внаслідок неконтрольованих рубок лісів змінюються ландшафти, гірські райони страждають від повеней. В історії людства відомі факти. Коли внаслідок непродуманих дій людини зникали навіть цивілізації. Краплина роси, багряний лист, запах квітів можуть розчулити найсуворішу і безжалістну особу. Перші враження, перші сприйняття оточуючого в дитячому віці найгостріші і супроводжують людину аж до фінішного рубежу. Змінюються лише її розуміння, відчуття плинності часу і тимчасового буття.  

## Отаман Леонтій Свічка
Сюжет книги починається 1708 р. Шведський король Карл XII з військом в Україні. Йде народна війна з іноземними зайдами. Про це в історичній повісті, в основі якої дійсні події, що відбувалися на Полтавщині. Вже вивчаючи історію рідного краю, прийшло усвідомлення складності і трагічності історичного минулого, плинності людського життя. Зіткнувся з різними тлумаченнями історичних подій і фактів, ролі певних осіб в історії держави. Виникло питання історичної правди. У народі кажуть: " Правда - одна", але є й інші вислови : " У кожного своя правда - правда народу, та, що передається з покоління в покоління, з вуст у вуста. Що було - то було... І непідвладне воно спробам. в угоду комусь, переписати історію. З таких позицій і написана ця історична повість, в основі якої лежать реальні події

## Келебердянський вій
Події, описані в цій повісті, відбувалися на тлі історичних подій складного для життя українського народу періоду 1671 - 1677 років. Ті хто захоплюється пригодницьким жанром, історією козаччини, знайдуть у цій книзі багато цікавого і повчального. 

## З пітьми віків
Історичні повісті. Збірка трьох історичних повістей, що вийшли раніше з-під пера В, Ковпака.

## Тінь Гетьмана
Вийшла у 2008 році. Це – історико-пригодницький роман, адресований читачам середнього і старшого шкільного віку. Події, описані в книзі, висвітлюють долю українського народу, його боротьбу за незалежність у період 1705-1711 рр. В основі твору – конкретні події. Поряд із відомими постатями – гетьманом Іваном Мазепою, представниками генеральної козацької старшини, творцем першої української Конституції Пилипом Орликом – у романі діють і персонажі з простого народу. Презентація книги відбулася у Полтаві у квітні 2008 р. .

## Перекотидоля
Вийшла у світ у 2010 р. Не випадково презентація книги В. Ковпака «Перекотидоля» відбулася у Полтаві 1 грудня, адже тоді– Міжнародний день боротьби зі СНіДом. Володимир Васильович, фаховий лікар-інфекціоніст, обрав ще й у такий спосіб боротися за майбутнє молоді – іти до них із живим літературним словом, впливаючи на свідомість людини конкретними життєвими історіями. 

## Нагороди та відзнаки
- Літературно–мистецька премія В. К. Малика за книгу «Отаман Леонтій Свічка».
- Премія ім. Самійла Величка
- Всеукраїнська літературна премії ім. М. Чабанівського[6]
- 2010 - Полтавська обласна премії ім. Леоніда Бразова [7]
- Міжнародна премія фундації Вільного Українського Університету (Нью-Йорк, США)
- Премія фонду Воляників-Швабінських (2010).

## Твори
- А ви бачили, як сходить сонце (2002)
- Отаман Леонтій Свічка (2003)
- Гіппократові заручник (2004)
- Келебердянський вій (2005)
- З пітьми віків» (2006)
- Тінь гетьмана(2008)
- Перекотидоля (2010)

## Виноски
1. ↑  ШКІЛЬНИЙ ДЗВІНОК УЖЕ 100 ЛІТ ЗА ПАРТИ КЛИЧЕ…. Архів оригіналу за 4 Березня 2016. Процитовано 28 Червня 2014.
2. ↑  1 грудня 2010 року у літературній вітальні. Архів оригіналу за 12 Березня 2013. Процитовано 28 Червня 2014.
3. ↑  Лікар за професією, митець за покликанням. Архів оригіналу за 7 Березня 2016. Процитовано 28 Червня 2014.
4. ↑  ТВОРЧІСТЬ МЕДИЧНИХ ПРАЦІВНИКІВ. Архів оригіналу за 19 Грудня 2013. Процитовано 28 Червня 2014.
5. ↑  Презентація книги Володимира Ковпака «Тінь гетьмана». Архів оригіналу за 12 Березня 2013. Процитовано 28 Червня 2014.
6. ↑  Свято з присмаком волі. Архів оригіналу за 18 Серпня 2017. Процитовано 28 Червня 2014.
7. ↑  ГРОШІ ТА ДИПЛОМИ — ЗА КНИЖКИ ПРО ВІЯ ТА ФРАНЦУЗЬКУ ПОЕЗІЮ